# Usina Santa Teresa
A Usina Santa Teresa, cujo nome oficial é Companhia Agroindustrial de Goiana (CAIG), é uma empresa localizada no município de Goiana, Pernambuco, que produz açúcar e álcool, filiada ao sindicato da indústria do açúcar e álcool de Pernambuco . Fundada no ano de 1910 pelo coronel Francisco Vellozo de Albuquerque Melo, junto com João Joaquim de Mello Filho e José Henrique Cézar de Albuquerque. A empresa conta hoje com uma produção estimada em 1.800.000 sacos de açúcar refinado granulado. Recentemente, passou por um grave processo, e foi responsabilizada pela morte de um dos seus funcionários durante uma greve em 1998 . 